# 32 км (платформа, Брянская область)
32-й киломе́тр (официально 31-й киломе́тр) — остановочный пункт на линии Брянск — Гомель, расположенная в 5 км к востоку от станции Выгоничи, у посёлка Усовье (входит в состав пгт Выгоничи).

## Общие сведения
Предшественником остановочного пункта был разъезд 31-й километр, ликвидированный по ненадобности в связи со снижением интенсивности движения поездов между Брянском и Гомелем после распада СССР. Несмотря на ликвидацию путевого развития 31-й километр по-прежнему включён в Тарифное руководство № 4 как разъезд (раздельный пункт).
Современная платформа была построена в 2008 году взамен пассажирской платформы бывшего разъезда — в целях удобства пассажиров остановка перенесена ближе к посёлку Усовье. Население Усовья (официально — улица Лесная посёлка Выгоничи) составляет около 90 человек, большинство из которых — бывшие железнодорожники. Для местных жителей пригородные поезда являются основным средством транспорта.
Остановочный пункт находится на неэлектрифицированном однопутном перегоне Полужье — Выгоничи. Платформа короткая, остановочного павильона нет. Других построек также не имеется.
На расстоянии около 1,5 км к северо-западу от платформы расположен Голубой мост. Возле Голубого моста на левом (ближнем к остановочному пункту) берегу Десны находится братская могила погибших воинов.

## Инцидент с отменой остановок поездов в 2014 году
Изначально на разъезде, а затем на остановочном пункте в расписаниях была предусмотрена остановка всех курсировавших на данном участке линии пригородных поездов в режиме «по требованию», то есть без наличия людей на платформе или другой причины остановиться, поезд проезжал 31-й километр (впоследствии 32-й километр) без остановки. В 2014 году со вводом летнего расписания остановки «по требованию» были оставлены только у дневных поездов, утренние и вечерние поезда должны были всегда проезжать мимо платформы без остановки.
Отмена остановок вызвала крайне негативную реакцию у жителей Усовья, так как сильно затруднила их доступ к предприятиям торговли и медицинским учреждениям. Официальной причиной отмены со стороны железнодорожного руководства были названы «большие расходы топлива на торможение, остановку, разгон поезда и проч.» Часть из отменённых остановок пригородных поездов были восстановлены после обращения жителей в Администрацию Губернатора Брянской области и открытого письма в региональную газету «БрянскToday».

## Расписание поездов
На платформе имеют остановку все пригородные поезда, курсирующие на линии Брянск — Унеча (по состоянию на октябрь 2015 года — 4 пары в сутки).
- Расписание пригородных поездов. Яндекс.Расписания.
- Расписание пригородных поездов на tutu.ru